# Guerra di Morea
La guerra di Morea, anche nota come sesta guerra turco-veneziana, fu la campagna militare, svoltasi tra il 25 aprile 1684 e il 1699, con cui la Repubblica di Venezia sottrasse all'Impero ottomano il controllo della Morea (Peloponneso) e del mar Egeo. Tale conflitto, il sesto tra turchi e veneziani, si inserì nel più vasto scenario delle guerre della Lega Santa, che vide la formazione di una coalizione di Stati cristiani (tra cui l'Impero austriaco, lo Stato della Chiesa e i Cavalieri di Malta) opporsi all'espansione turca nella penisola balcanica.
La guerra di Morea fu l'ultima grande campagna espansionistica della Serenissima e si concluse con la pace di Carlowitz (1699), che sancì la vittoria della Lega Santa e, tra l'altro, la cessione della Morea ai Veneziani.

## Premesse
Dall'inizio dello smembramento dell'impero bizantino dovuto alla quarta crociata (1204) la Repubblica di Venezia si era gradualmente assicurata il dominio su numerose isole dello Ionio e dell'Egeo e su svariati porti della Grecia continentale, ma con l'inarrestabile avanzata dell'Impero Ottomano, dopo che aveva abbattuto definitivamente l'impero bizantino nel 1453, aveva dovuto via via rinunciare a gran parte dei propri possedimenti. L'isola di Negroponte cadde nel 1470 dopo una strenua resistenza; in seguito caddero Vonizza (1472), le piazzeforti di Zarnata e Maina (1479), Navarino e Lepanto (1499), Modone e Corone (1500), Nauplia, Egina e Malvasia (1540); Cipro capitolò nel 1571; Creta era stata infine invasa nel 1645 (unicamente la città di Candia era rimasta in mano veneziana e si sarebbe arresa solo nel 1669 dopo un assedio di 23 anni). A metà del XVII secolo la presenza veneziana nel Levante si era oramai ridotta alle sole Isole Ionie. Un primo tentativo di reazione aveva avuto luogo nel 1659, quando il comandante Francesco Morosini era sbarcato in Morea prendendo Calamata grazie ai manioti insorti, dovendovi rinunciare tuttavia poco dopo per correre alla difesa di Candia.

### La Lega Santa
Nel 1683 scoppiò la guerra tra l'Austria e l'Impero Ottomano e in quel frangente i turchi giunsero ad assediare Vienna. Per respingere gli ottomani fu costituita una Lega Santa, cui nel 1684 aderì la Serenissima, ansiosa di recuperare i propri antichi territori; il trattato venne stipulato il 25 aprile 1684, alla presenza del nuovo doge Marcantonio Giustinian e dell'ambasciatore imperiale, conte di Thurn.
Stretta l'alleanza con l'imperatore, la Serenissima iniziò i preparativi militari: riarmò l'esercito e la flotta, mise in armi la milizia, chiese navi e volontari ai Cavalieri di Malta, al Ducato di Savoia, allo Stato Pontificio e ai Cavalieri di Santo Stefano ed infine reclutò oltre 5 500 mercenari dalla Sassonia e dal Brunswick.

## La guerra
Capitano Generale da Mar venne nominato Francesco Morosini, mentre per comandare i Fanti da Mar venne richiamato dalla Germania Nicolò, conte di Strassoldo. Il bailo veneziano a Costantinopoli abbandonava in fretta la città, mentre Venezia per la prima ed unica volta dichiarava guerra alla Sublime porta per bocca del segretario Giovanni Cappello, poi espulso anch'egli, contrariamente ad una tradizione storiografica ascentifica gli ambasciatori dei paesi nemici non venivano affatto perseguitati nell'Impero ottomano, anche se, come precauzione contro lo spionaggio, non potevano muoversi liberamente in città; tant'è che, per esempio, Venezia mantenne il suo ambasciatore a Costantinopoli durante tutta la guerra di Cipro.
Mentre in Dalmazia il provveditore Antonio Zeno batteva tutta la costa, gli alleati Morlacchi penetrarono in Bosnia e Albania. Frattanto il Morosini, con la flotta veneziana sbarcava a Santa Maura, impossessandosi in sedici giorni dell'isola, strategica per il controllo dell'accesso al mare Adriatico. Da qui le truppe dello Strassoldo potevano lanciarsi sulla terraferma, prendendo il controllo delle piazzeforti di Prevesa (29 settembre) e Missolungi.
La flotta Turca operò alcune azioni di disturbo, senza però affrontare apertamente quella veneziana. La Serenissima, dal canto suo, reclutava nuove truppe in Italia e Germania, coprendo le spese di guerra attraverso l'immissione di nuove famiglie nel patriziato veneziano.

### La conquista della Morea
Il 21 luglio 1684 l'assedio di Santa Maura fu la battaglia di apertura della sesta guerra tra la Serenissima e l'Impero Ottomano.
Conquistata Leucade (o Santa Maura) nel 1685 i Veneziani sbarcarono in Morea, espugnando l'11 agosto (dopo un assedio di 49 giorni) il porto di Corone, già antico possedimento veneziano con la vicina Modone, con la quale era nota come Venetiarum ocellae ("occhi di Venezia"). L'avanzata proseguì quindi all'interno nella Messenia e nella penisola della Maina, dove furono affiancati dalla popolazione locale, i Manioti, che si ribellò all'Impero Ottomano.

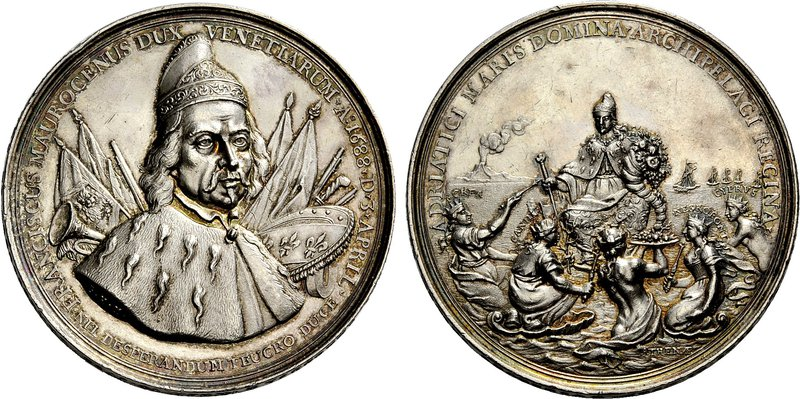
Medaglia del 1688 raffigurante Francesco Morosini, appena eletto doge.

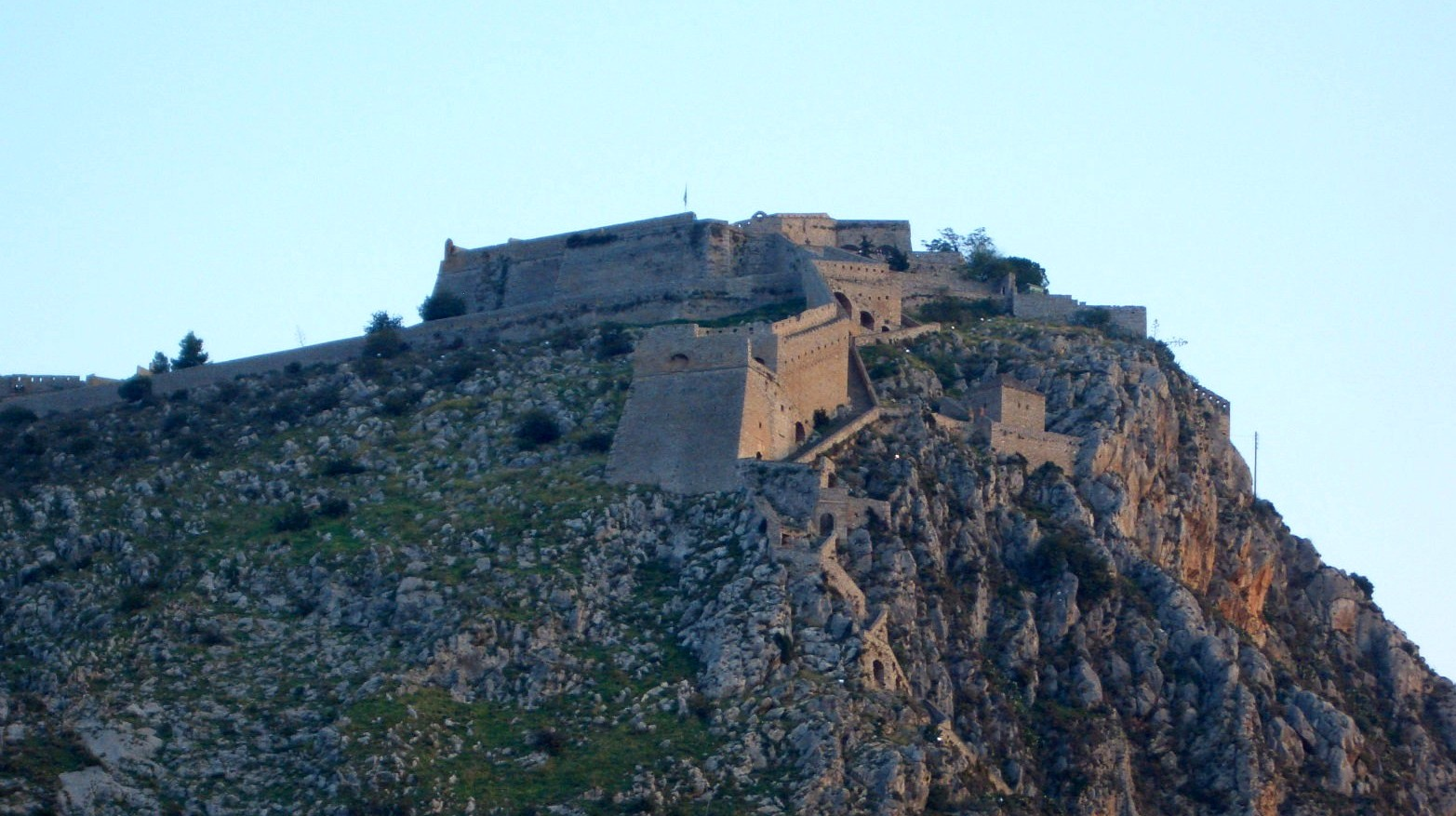
La fortezza di Palamidi

L'anno successivo, i veneziani aiutarono i manioti a respingere un contrattacco ottomano diretto da Ismail Pascià (l'appena nominato governatore militare della Morea). Immediatamente dopo le truppe di Morosini si accrebbero grazie ai rinforzi giunti dallo Stato Pontificio, dal Granducato di Toscana e dai Cavalieri di Malta. Nel quadro della Lega Santa il generale svedese Otto Wilhelm von Königsmarck fu posto a capo delle forze di terra, mentre Morosini mantenne il comando della flotta. I successi militari parvero inarrestabili: Königsmarck strinse d'assedio Navarino, che capitolò il 17 giugno, mentre Modone cadde il 7 luglio in seguito ad un breve ma efficace bombardamento via mare che distrusse le mura della fortezza; ottenuti tali successi, i veneziani poterono così avanzare verso Argo e soprattutto verso Nauplia, che era la più importante città della Morea.
L'armata veneta, forte di circa 12000 uomini, giunse a Nauplia tra il 30 luglio ed il 4 agosto; immediatamente fu presa la fortezza di Palamidi, che dominava la città, ma la guarnigione ottomana di Nauplia - incoraggiata dall'arrivo di 7000 uomini al comando di Ismail Pascià nei pressi di Argo - resistette tra alterne vicende fino al 29 agosto 1686, quando i veneziani sconfissero i turchi ad Argo, costringendoli a ritirarsi in Acaia e ad asserragliarsi nella piazzaforte di Corinto.
Nonostante le perdite subite dalla peste nell'autunno e inverno del 1686, le forze di Morosini furono arricchite dall'arrivo di nuovi mercenari tedeschi nella primavera successiva e fu così che il comandante veneto poté organizzare l'assalto agli ultimi principali bastioni ottomani del Peloponneso, la città di Patrasso e il Castello di Morea (Rion), che con l'antistante Castello di Rumelia (Antirion) controllava l'accesso al golfo di Corinto. Il 22 luglio 1687 Morosini sbarcò con 14000 uomini vicino a Patrasso, dove si era stabilito il nuovo comandante ottomano Ahmed Pascià, costringendo l'avversario ad una precipitosa fuga. Di fronte ad un nemico piombato nel panico, i veneziani seppero sfruttare l'occasione e riuscirono a prendere Patrasso, i castelli di Morea e Rumelia e la fortezza di Lepanto senza colpo ferire; non appena la notizia delle vittorie giunse a Venezia, le magistrature concessero a Morosini ottenne il titolo onorifico di "Il Peloponnesiaco" oltre all'onore di una statua in bronzo.
Infine, il 7 agosto, i veneziani occuparono Corinto ed, alla fine del mese, Mistrà; praticamente, l'intera Morea si ritrovò sotto completo controllo veneziano, salvo per il forte di Malvasia a sudest, che sarebbe caduto solo nel 1690.

### La campagna di Atene e di Negroponte

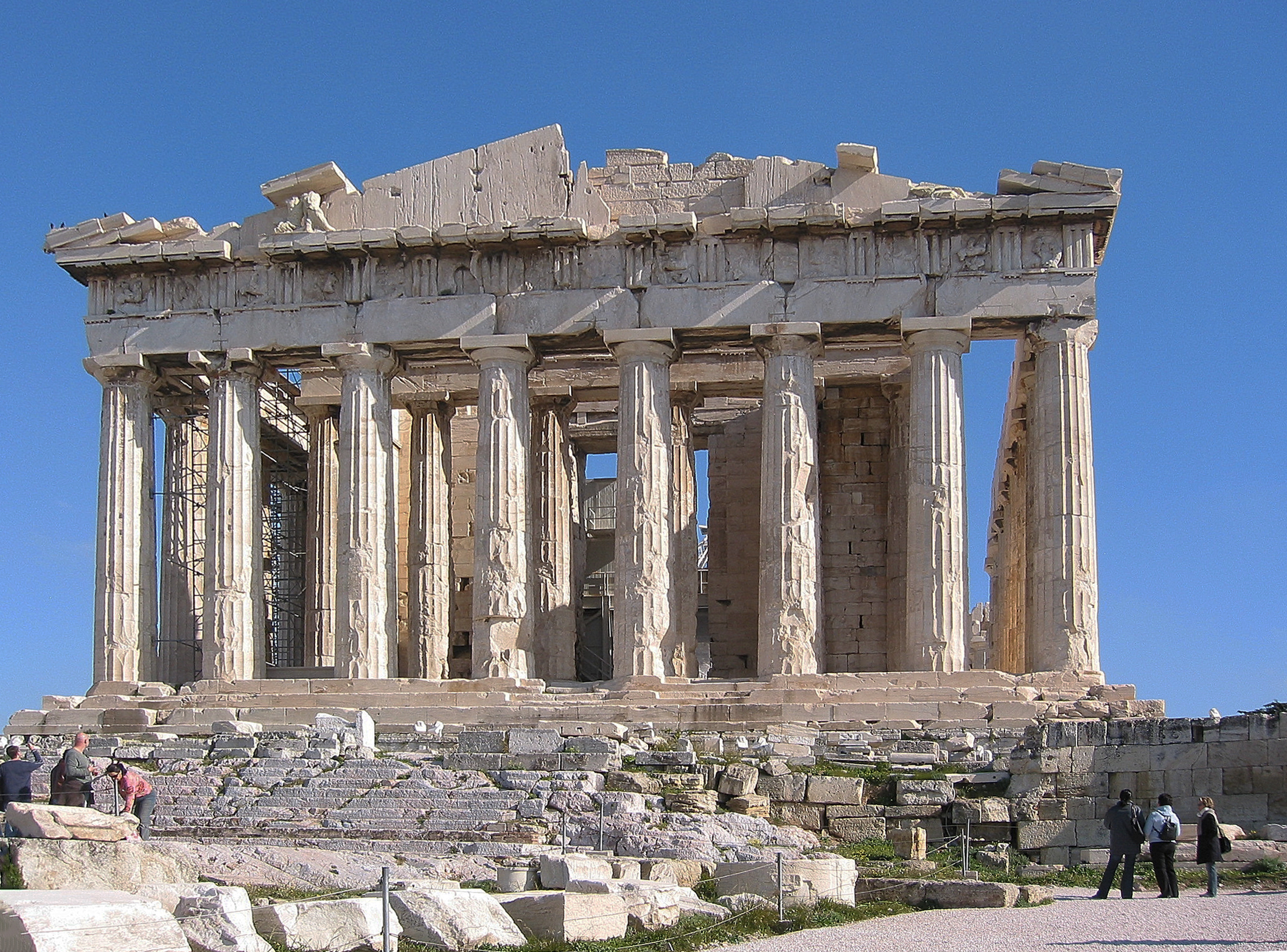
Il Partenone fu gravemente danneggiato durante l'assedio dell'Acropoli.

In seguito a queste vittorie che avevano sgomberato il Peloponneso dalle armate turche, Morosini decise di spostare la campagna nella Grecia centrale, ed in particolare contro i baluardi turchi di Tebe e Calcide. Fu così che il 21 settembre 1687 le truppe di Königsmarck, forti di 10750 uomini, sbarcarono ad Eleusi, mentre la flotta veneziana entrò nel porto del Pireo. I turchi evacuarono velocemente la città di Atene, mentre la guarnigione e parte della popolazione si asserragliarono nell'Acropoli, che fu stretta d'assedio dai veneziani per sei giorni (dal 23 al 29 settembre). Oltre agli alti tributi in termini di vite umane, l'assedio dell'Acropoli causò gravissimi danni agli antichi monumenti: il tempio di Atena Nike fu demolito dai turchi per costruire un bastione difensivo, mentre l'Acropoli fu presa a cannonate dai veneziani.
Il Partenone, utilizzato dai turchi come deposito di munizioni, fu colpito la sera del 26 settembre da un colpo di mortaio veneziano esploso da un giovane ufficiale tedesco, che provocò la completa distruzione del tetto (fino ad allora conservato intatto) e di gran parte della cella; quando Venezia si scusò dell'accaduto Morosini commentò: "Ma quali scuse? Se l'ho abbattuto alla prima bordata!". Pare che le munizioni utilizzate nel bombardamento dell'Acropoli fossero di produzione bresciana, fornite dalla famiglia Chinelli. Nonostante la distruzione causata dall'esplosione e la perdita di circa 200 uomini, i turchi opposero tuttavia una resistenza accanita finché, in seguito al fallimento di un contrattacco ottomano su Tebe, la guarnigione capitolò a condizione di essere portata a Smirne.
Nonostante la caduta di Atene, la posizione di Morosini risultò insicura in quanto gli ottomani mantennero il controllo dell'Attica grazie alla cavalleria, con ciò limitando la zona sotto controllo veneziano alla sola regione di Atene, ed iniziarono a riunire un'armata a Tebe. Ad indebolire ulteriormente la posizione di Morosini, in dicembre il contingente di Hannover, forte di 1 400 uomini, si ritirò e una nuova ondata di peste si abbatté sulle truppe. I veneziani furono quindi costretti a ritirarsi nel Peloponneso in aprile, non prima di aver sottratto un noto reperti archeologico, il Leone del Pireo, che a tutt'oggi si trova a guardia dell'ingresso dell'Arsenale di Venezia; inoltre, con la ritirata veneziana e temendo rappresaglie turche, migliaia di greci seguirono le truppe, fuggendo verso il Peloponneso o verso le isole vicine.
Nel luglio del 1688 Morosini, che pochi mesi prima era stato eletto 108º doge di Venezia, effettuò tuttavia uno sbarco a Calcide in Negroponte, stringendo d'assedio la città con 23000 uomini tra terra e mare contro la guarnigione ottomana che contava 6000 uomini; la flotta veneziana, tuttavia, non riuscì a impedire che le forze di Ismail Pascià rifornissero via mare, attraverso l'Euripe, gli assediati; infine, un'ulteriore ondata di peste causò gravi perdite ai veneziani e ai loro alleati (tra gli altri, morì, il 15 settembre, il generale Königsmarck) mentre un ultimo assalto veneziano del 12 ottobre si rivelò un fallimento.
Il 20 ottobre il doge Morosini dovette desistere dall'assedio, che era costato 9000 uomini, e ritirarsi dall'Eubea per dirigersi verso Argo. La disfatta del Negroponte si ripercosse negativamente sull'umore dei combattenti e i rimanenti mercenari tedeschi si ritirarono dal conflitto agli inizi di novembre. Morosini tentò inutilmente un nuovo attacco su Malvasia nel 1689, ma la sua salute debilitata lo costrinse a far ritorno a Venezia poco dopo. Ciò segnò la fine delle ambizioni veneziane e l'inizio di una serie di efficaci, ancorché non decisivi, contrattacchi ottomani.

### Dalmazia Veneta
Contemporaneamente alle spedizioni in Morea, la Serenissima Repubblica di Venezia, inviò un secondo contingente militare nella Dalmazia Veneta assediata allo scopo di assediare e conquistare la piazzaforte ottomana di Signo; furono attuati due tentativi di assalto, nel mese di ottobre 1684 e poi di nuovo di marzo e aprile 1685, nessuno di questi ebbe successo.
Al secondo tentativo di assedio a Signo, le truppe veneziane ricevettero l'aiuto della Repubblica di Poljica, stato vassallo dell'Impero Ottomano, esistente sin dal 1513; i turchi, allora, per vendicarsi del tradimento di Pojica, nel giugno del 1695, attaccarono Zadvarje, e, nel luglio del 1686 Dolac e Srijane, ma furono respinti e subirono grandi perdite. Finalmente, grazie all'aiuto della popolazione locale di Poljica e dei morlacchi, la fortezza di Signo cadde il 30 settembre del 1686.
Conquistata Signo e assicurato il controllo della zona, i Veneziani il 1º settembre del 1697 iniziarono l'assedio di Castelnuovo di Cattaro e dopo trenta giorni la città cadde; contemporaneamente, l'11 settembre dello stesso anno, fu conquistata Knin, ultimo avamposto ottomano in Dalmazia.
Non paghi dei successi, i veneziani marciarono verso l'entroterra conquistando, il 26 novembre 1690, Vrgorac e poi Imotski ed infine Mostar; l'anno seguente, si mossero verso la Repubblica di Ragusa (anch'esso stato vassallo dell'Impero Ottomano), espugnando numerosi forti (che, tuttavia, sarebbero stati riconsegnati all'Impero Ottomano una volta terminato il conflitto).

### La ripresa ottomana
Le successive sconfitte in Ungheria e nel Peloponneso ebbero gravi ripercussioni a Costantinopoli, infatti il sultano Mehmet IV (1648-1687) fu deposto nel 1687 in favore di suo fratello, Solimano II (1687-1691). Sebbene inizialmente il nuovo sultano desiderasse un accordo di pace con i veneziani e gli austriaci, lo scoppio della guerra della Grande Alleanza nel 1688, che vide così l'impero austriaco implicato su due fronti, incoraggiò l'imperatore ottomano a continuare la guerra. Sotto la capace guida del nuovo Gran Visir, Köprülü Fazıl Mustafa Pascià, gli ottomani iniziarono la controffensiva contro i nemici invasori ma, poiché il principale sforzo bellico degli ottomani fu rivolto contro gli austriaci, gli ottomani non riuscirono a risparmiare abbastanza soldati per appoggiare la resistenza nel Peloponneso contro i veneziani.

### Operazioni piratesche di Liberakis Gerakaris
Nel 1688, gli ottomani liberarono il famigerato pirata maniota (del Mani), Liberakis Gerakaris, che si trovava nel carcere di Costantinopoli. Egli fu nominato dal sultano "Bey di Mani", e gli venne assegnato un esercito di poche centinaia di uomini, con essi si unì all'esercito ottomano a Tebe. Gerakaris fu una figura chiave, nelle ultime fasi del conflitto in Morea, perché grazie alla sua audacia e le sue incursioni distruttive in territorio veneziano, egli tagliò i rifornimenti al nemico, e costituì una grave minaccia per la repubblica di Venezia.
In quel momento, la terra di nessuno si trovava nella Grecia centrale, tra le fortezze ottomane a est e i territori conquistati dai veneziani, a ovest. Gran parte della catena montuosa tra la Focide e l'Euritania era nelle mani di bande di guerriglieri, composte da greci, albanesi e disertori della Dalmazia veneta. Inizialmente Gerakaris cercò di convincere questi gruppi di entrare al servizio dell'impero ottomano, ma senza successo. Nel 1689, Gerakaris diresse il suo primo raid contro Missolungi, con una forza mista di 2000 uomini tra ottomani, albanesi e greci. L'anno successivo, le forze ottomane entrarono nella Grecia centrale, anche se l'esercito di Gerakaris fu respinto a Lepanto, egli ristabilì il controllo ottomano in tutta la Grecia centrale. Tuttavia, in contemporanea al successo di Gerakaris, i veneziani conquistarono Malvasia, che era l'ultimo bastione ottomano in Morea.
Nel 1692, Gerakaris guidò il suo esercito nel Peloponneso, che fu invaso dalle sue truppe. In breve conquistò Corinto, e invano assediò l'Acrocorinto e Argo, prima di essere costretto a ritirarsi, visto che i veneziani avevano ricevuto rinforzi. Tuttavia Gerakaris non sì scoraggiò: intatti ritentò nel 1694 e 1695 di invadere il Peloponneso, ma in seguito passò dalla parte dei veneziani. Tuttavia, egli riservava agli abitanti del luogo un brutale e selvaggio trattamento che non poteva essere tollerato a lungo da Venezia: dopo il brutale sacco di Arta nell'agosto del 1696, Gerakaris fu catturato, e poi incarcerato a Brescia.

### Le operazioni veneziane in Epiro e a Creta
Dopo che il Gerakaris fu estromesso dalla guerra, per i Veneziani le cose migliorarono. Infatti tornarono all'offensiva, iniziando con l'aiutare i Chimarioti, che si erano ribellati contro gli Ottomani; ebbero anche dei successi nel Nord Albania e nel Montenegro, quindi la flotta veneziana lanciò un attacco nel mar Adriatico, contro la fortezza ottomana del porto di Valona. L'assedio tra l'11 e 18 settembre si concluse con un successo per i Veneziani, visto che quest'operazione portò alla diffusione della rivolta nelle zone vicino a Valona. Tuttavia nel 1691, gli Ottomani riuscirono a lanciare una massiccia controffensiva nella zona, e dal 14 marzo le rivolte in quella zona furono soffocate.
Nel 1692 una flotta veneziana al comando di Domenico Mocenigo attaccò Creta, mettendo sotto assedio la capitale dell'isola, Candia, mentre al tempo stesso, i cristiani dell'isola insorsero contro gli Ottomani. Nonostante la rivolta della popolazione, gli ottomani furono in grado di respingere l'attacco veneziano e a conquistare (grazie ad un tradimento), pochi mesi dopo, anche la fortezza di Grabusa, ultimo avamposto di Venezia a Creta.

### Gli ultimi anni di guerra
Sperando di riprendere le conquiste in Grecia, Morosini in persona, nonostante l'età avanzata, tornò in Morea nel 1693. Ma la sua età avanzata gli negò la possibilità di dimostrare ancora una volta le sue capacità. Morì il 16 gennaio 1694, a Nauplia. Il suo successore, Antonio Zeno, contro il parere dei suoi funzionari, iniziò una spedizione contro la ricca isola di Chio, al largo della costa dell'Asia Minore: l'isola fu presa facilmente dai veneziani, ma i turchi con la vittoria nella battaglia di Spalmadori risposero duramente, col risultato di un umiliante ritiro veneziano.
Gli ottomani furono incoraggiati ad invadere nuovamente la Morea, ma furono sconfitti dal generale Steinau e rispinti fino a Tebe, il loro quartier generale. Successivamente, tra veneziani e ottomani, vi furono degli altri scontri navali, ma senza importanza per i confini e senza un netto vincitore, come a Lesbo nel 1690, l'azione del 9 febbraio del 1695, a Andros, e a Lemno nel 1696, a Samotracia, nel luglio 1697 e nel 1698.

## Esito

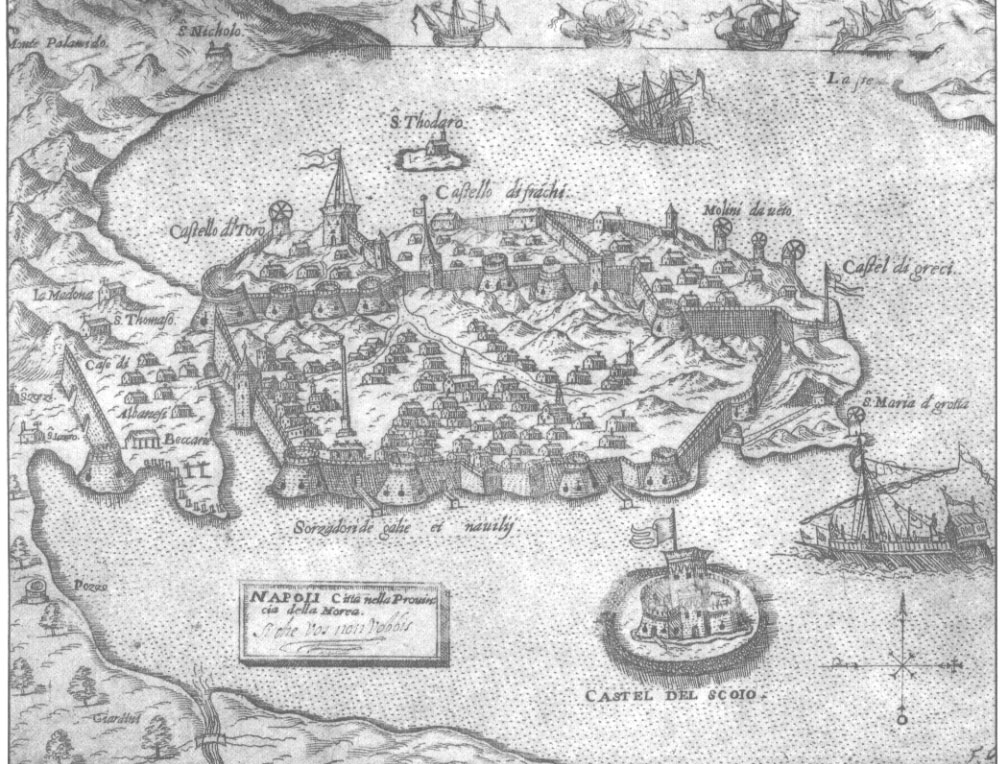
La città di Nauplia chiamata Napoli di Romania dai veneziani, in una cartina del 1575.

Il resto della penisola fu diviso in quattro province: Romania (con capoluogo la stessa Nauplia), Laconia (Malvasia), Messenia (Navarino) e Acaia (Patrasso). Il nuovo acquisto, con il nome di Regno di Morea, venne pertanto annesso al dominio veneziano ed al suo governo il senato destinò il provveditore generale da Mar, con sede a Nauplia, dai veneziani chiamata Napoli di Romania. A Nauplia e Patrasso, quali sedi più importanti, vennero nominati a reggere le rispettive province un provveditore per sovrintendere agli affari militari e un rettore per l'amministrazione della giustizia, che esercitava con l'assistenza di due consiglieri anch'essi veneziani, oltre a un Camerlengo per la riscossione delle entrate fiscali. A Malvasia e Navarino vennero invece destinati semplici provveditori, mentre le fortezze di Modone e Corone furono rette da castellani e da due consiglieri.
Il nuovo dominio appena acquistato dai veneziani, che secondo una relazione del 1692 comprendeva 1459 tra città, borghi e villaggi e 116000 abitanti (la metà, rispetto ai circa 200000 stimati ad inizio conflitto) ed aveva subito forti danni dal conflitto, fu oggetto di notevoli cure da parte della Repubblica, che cercò in qualche modo di far fronte alla grave situazione economica e demografica prodotta dalle distruzioni della guerra: a Corone e Modone furono fatti tentativi per impiantarvi colonie di popolamento, fu iniziata una rilevazione catastale della penisola e si incentivò il popolamento locale (ed, in effetti, sembrerebbe che, nel 1708, la popolazione sia cresciuta fino a 250000 abitanti).
Il dominio veneziano non ebbe comunque modo di impiantarsi stabilmente, anche perché la popolazione greca, che sotto la signoria turca aveva goduto di larga autonomia, mostrò insofferenza verso le misure accentratrici e burocratiche dei provveditori veneziani, acuita dal tradizionale sospetto verso i latini. Non si dimentichi, infatti, che per i cattolici i greci ortodossi erano scismatici, quindi il governo veneziano cercò in ogni modo di diffondere e favorire i cattolici di rito greco, mentre il dominio ottomano, pur privilegiando i musulmani (anche eterodossi), era neutrale dal punto di vista religioso verso le minoranze e lasciava grande libertà di culto ai sudditi. Inoltre il fisco ottomano, pur divenuto complesso, esoso, irrazionale ed ingiusto nel '600, rispetto alla sua celebre moderazione cinquecentesca (soprattutto quando i bey erano tirannici), era molto più elastico di quello veneziano, leggermente meno pesante, oltre che facilmente aggirabile.
Così quando nel 1715 i turchi ottomani ripresero le ostilità contro Venezia, il Peloponneso cadde nelle loro mani quasi senza resistenza, viste le scarse forze militari presenti nella penisola e il mancato aiuto dei greco-ortodossi. Inoltre nel 1715 l'esercito veneziano era in corso di riorganizzazione, e le uniche unità ben preparate si trovavano o a Corfù o nella terraferma veneta.